# Niloofar Hamedi

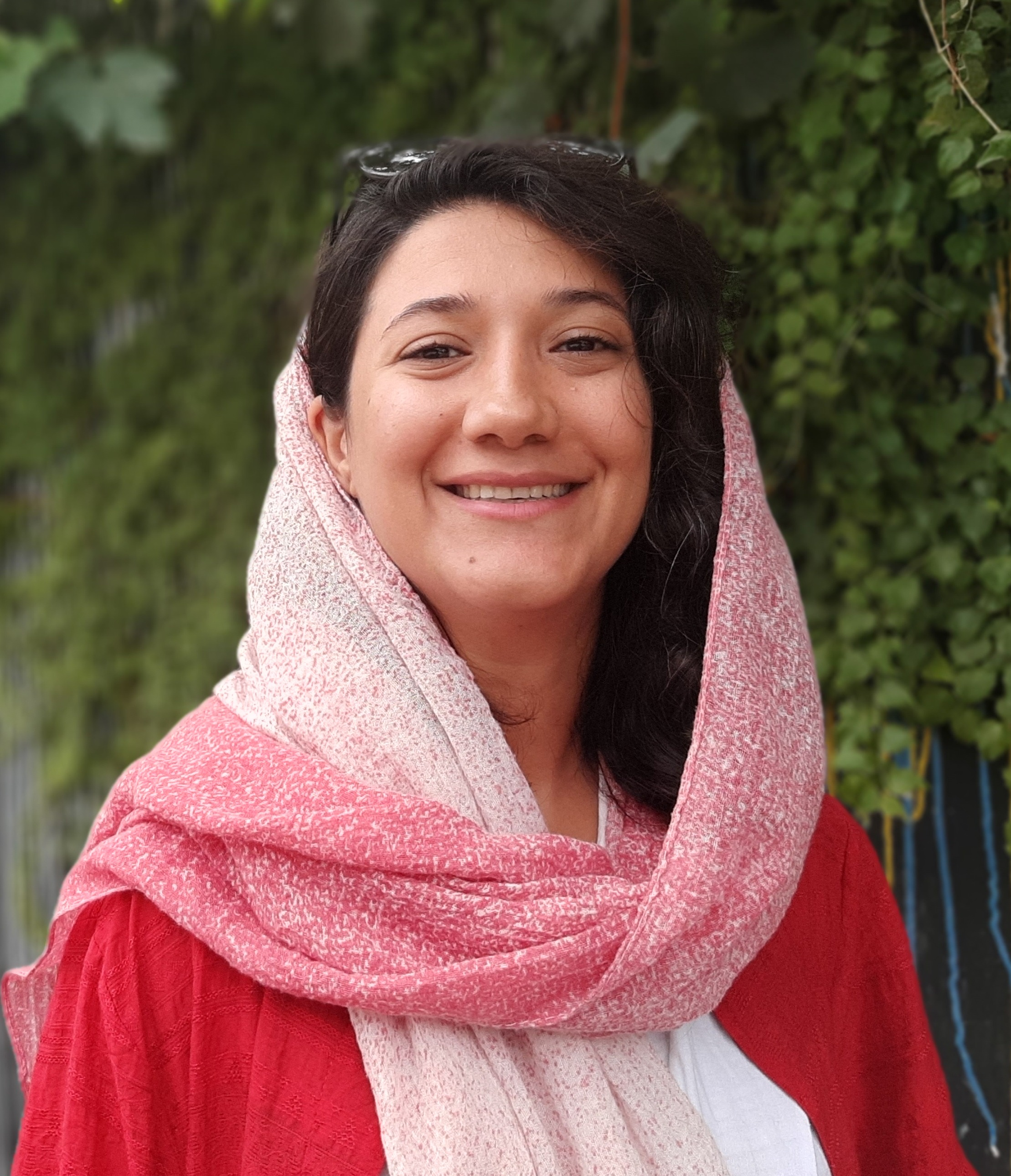
Niloofar Hamedi (2021)

Niloofar Hamedi (persisch نیلوفر حامدی; geboren am 22. Oktober 1992 in Babol) ist eine iranische Journalistin. Sie arbeitete bis zu ihrer Verhaftung im September 2022 bei der iranischen Tageszeitung Shargh Daily. Durch die Berichterstattung über den Fall Mahsa Amini erreichte sie massive nationale und internationale Aufmerksamkeit im Rahmen der Proteste in der Islamischen Republik Iran seit September 2022. Hamedi wurde am 22. September 2022 festgenommen und war anschließend mehr als ein Jahr lang inhaftiert. Sie erwartete das Urteil aus einem Geheimprozess, der im März 2023 begann und als dessen Folge ihr die Todesstrafe drohte.
Nach 400 Tagen wurde Niloofar Hamedi gemeinsam mit Elaheh Mohammadi im Januar 2024 gegen umgerechnet 18.000 Euro Kaution freigelassen. Im Februar 2025 wurden die beiden Frauen begnadigt und alle Justizverfahren gegen sie eingestellt.

## Leben
Niloofar Hamedi wurde am 22. Oktober 1992 in Babol im Norden des Iran geboren. Sie interessierte sich für Sport und Schreiben. 2012 wurde sie als Sportstudentin an der Universität Teheran aufgenommen und widmete sich zunächst dem Sportjournalismus. Insbesondere setzte sie sich für das Recht iranischer Frauen ein, als Zuschauer an Sportveranstaltungen teilzunehmen.
Nachdem sie zunächst als Reporterin für die reformorientierte Tageszeitung Etemad gearbeitet hatte, wechselte sie 2020 zu Shargh Daily.

## Bezug zu den Protesten im Iran seit September 2022
Hamedi machte auf den Tod der ermordeten Mahsa Amini aufmerksam. Am 16. September verschaffte sie sich Zugang zum Kasra-Krankenhaus in Tehran. Am selben Tag veröffentlichte sie ein Foto, auf dem Amini nach ihrer Verhaftung durch die sogenannte Sittenpolizei Kasra Krankenhaus zu sehen ist. Später am Tag veröffentlichte sie ein Foto der sich weinend in den Arm liegenden Eltern von Mahsa Amini. Zu dem Zeitpunkt lag Amini bereits im Koma. Aminis Foto verbreitete sich international. Der Tod von Amini löste die Proteste im Iran seit September 2022 aus. Sechs Tage nach Veröffentlichung der Bilder durchsuchte die Polizei ihr Haus. Hamedi wurde ohne offizielle Anklage in Isolationshaft ins Evin-Gefängnis in Teheran gebracht. Dies gab ihr Ehemann Mohamad Hosein über die Sozialen Medien bekannt. Sie solle sich in der Sektion 209 befinden, welche berüchtigt für die Unterbringung gewaltloser politischer Gefangener sei. Hamedis Anwalt Mohammad Ali Kamfirouzi gab bekannt, dass Hamedis Profil auf Twitter nach ihrer Festnahme gelöscht wurde.
Aufgrund des Vorwurfs durch den iranischen Geheimdienstministeriums und des Geheimdienstes der Revolutionsgarden im Ausland trainiert worden zu sein und Agenten für den US-amerikanischen Geheimdienst CIA zu spionieren, um im Iran Unruhe zu stiften, war sie mit der Todesstrafe bedroht. Mehr als 300 iranische Journalisten forderten Ende Oktober 2022 die Freilassung von Hamedi.
Bereits im Juli 2022 interviewte Hamedi die Familie von Sepideh Rashnu, einer Autorin und Künstlerin, die aus demselben Grund wie Mahsa Amini für das falsche Tragen eines Hidschab festgenommen wurde.
Nach 400 Tagen wurde  im Januar 2024 Niloofar Hamedi gemeinsam mit Elaheh Mohammadi gegen umgerechnet 18.000 Euro Kaution freigelassen. Im Februar 2025 wurden die beiden Frauen von Irans Staatsoberhaupt Ayatollah Ali Khamenei begnadigt und alle Justizverfahren gegen die beiden Frauen eingestellt.

## Ehrungen / Auszeichnungen
Niloofar Hamedi wurde am 3. Mai 2023, dem Internationalen Tag der Pressefreiheit mit der Feder für die Pressefreiheit vom Deutschen Journalisten-Verband und dem Guillermo Cano World Press Freedom Prize der UNESCO ausgezeichnet und geehrt.